# Cyclodes caecutiens
Cyclodes caecutiens är en fjärilsart som beskrevs av Jacob Hübner 1806. Cyclodes caecutiens ingår i släktet Cyclodes och familjen nattflyn. Inga underarter finns listade i Catalogue of Life.